# كلية الإمام الجامعة
كلية الإمام الجامعة هي كلية أهلية تقع في مدينة بلد في محافظة صلاح الدين في العراق.

## الأقسام
تضم الكلية الأقسام التالية، علما أن الدراسة فيها مسائية فقط:
- قسم الدراسات الإسلامية
- قسم القانون
- قسم إدارة الأعمال
- قسم تقنيات التخدير

- قسم التحليلات المرضية
- قسم المحاسبة